# Manduca lucetius
Manduca lucetius là một loài bướm đêm thuộc họ Sphingidae. Loài này có ở Surinam, Brasil, Ecuador, Peru, Bolivia và Paraguay.
Ấu trùng ăn các loài Lycopersicon (bao gồm Lycopersicon esculentum), Brugmansia arborea, Brunfelsia uniflora, Capsicum annuum và Solanum sisymbriifolium.

## Hình ảnh

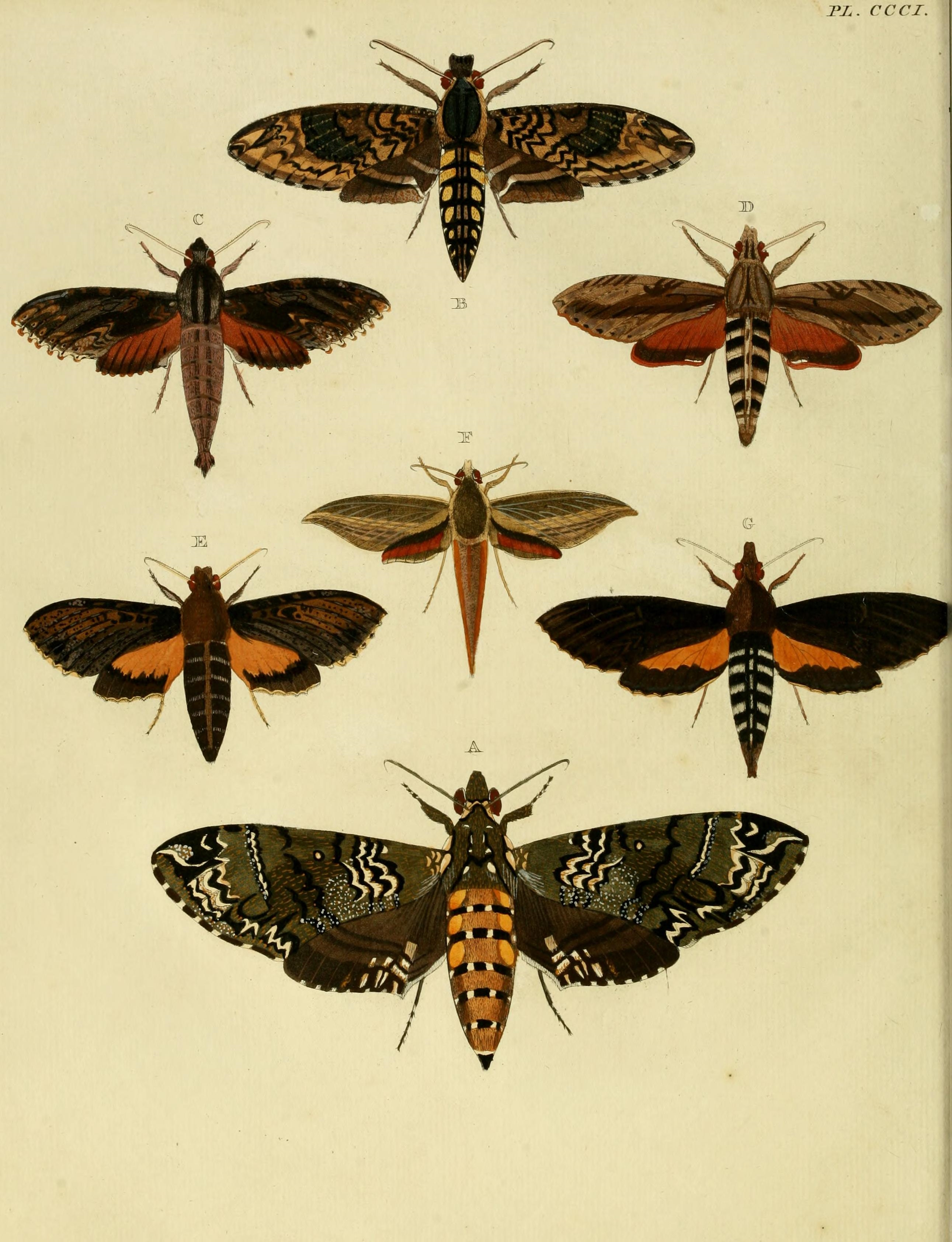
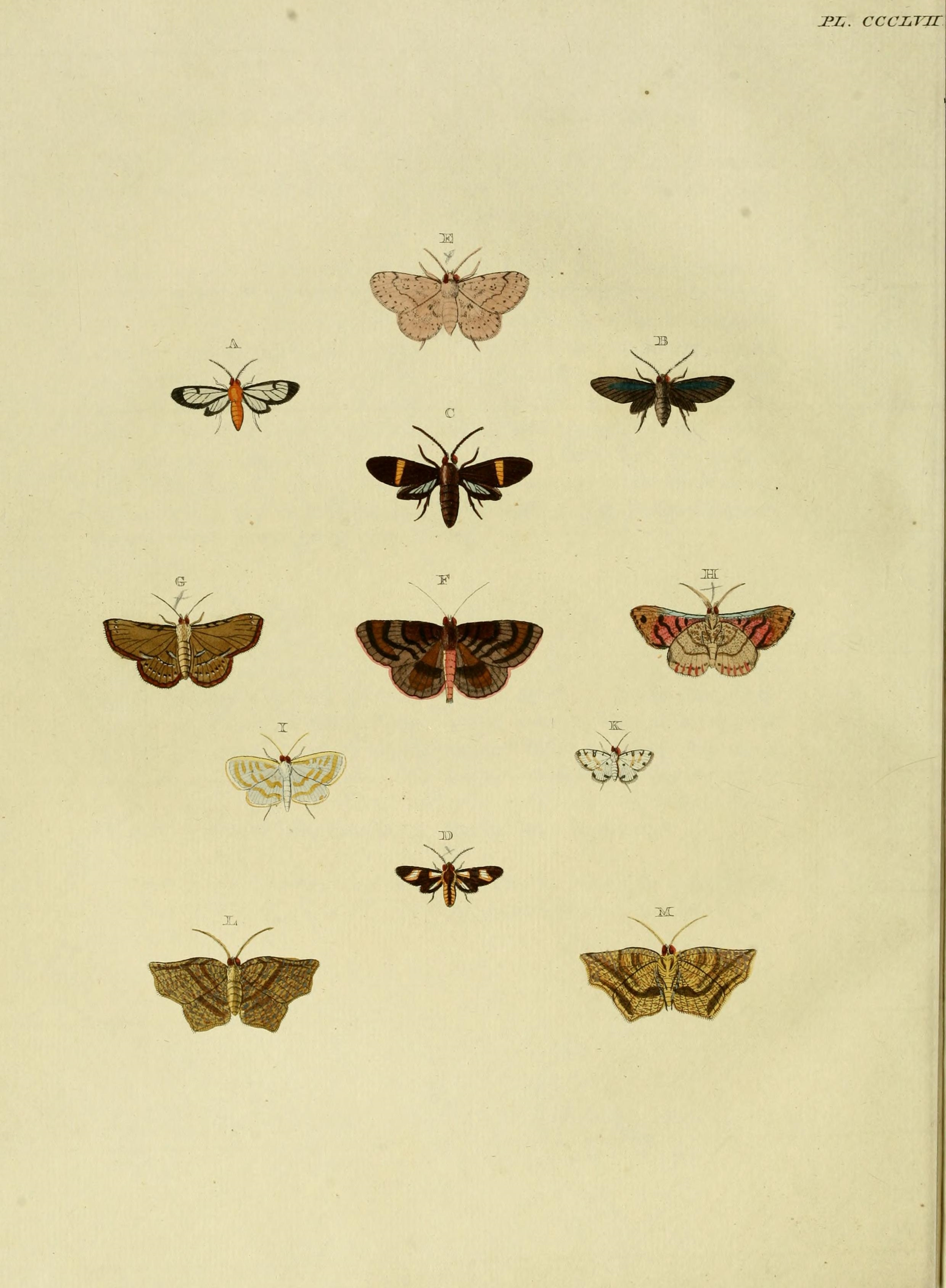
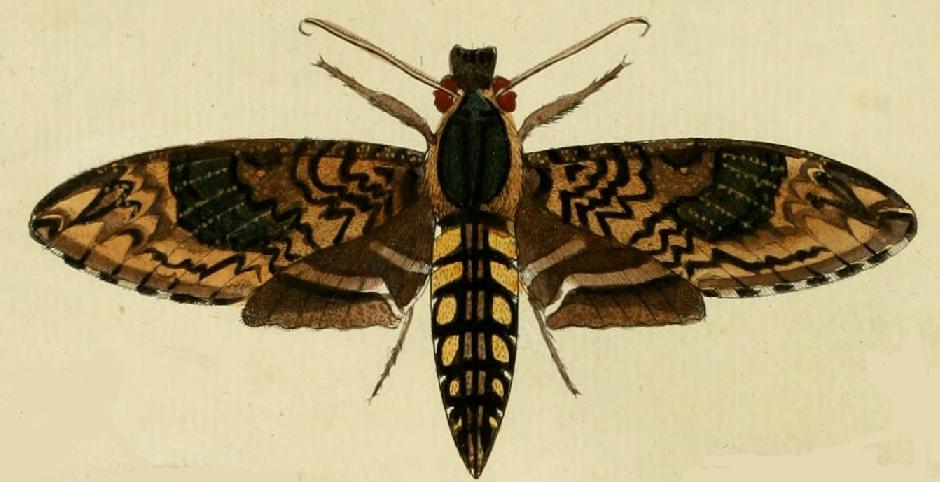